# Wet veiligheidsregio's
De Wet veiligheidsregio's (Wvr) is een Nederlandse wet die op 1 oktober 2010 in werking is getreden. Deze wet vervangt de Brandweerwet, de Wet geneeskundige hulpverlening bij ongevallen en rampen (Wghor) en de Wet rampen en zware ongevallen (Wrzo). De wet bepaalt de taken van het bestuur van een veiligheidsregio en stelt een aantal basiseisen aan de organisatie van de hulpdiensten en de kwaliteit van het personeel en het materieel. De landelijke ondersteuningsorganisatie voor de veiligheidsregio's is het Instituut Fysieke Veiligheid (IFV). Het bestaan en de taken van het IFV zijn vastgelegd in de wet.

## Inhoud
De wet regelt een groot aantal zaken, zoals:
- Nederland is verdeeld in een aantal veiligheidsregio's die een gemeenschappelijke regeling zijn van de aangesloten gemeenten. In de wet wordt beschreven hoe de veiligheidsregio bestuurd wordt en wat de taken van het bestuur zijn en wie de voorzitter is. Bij een ramp of crisis van bovenlokale betekenis heeft alleen de voorzitter van een veiligheidsregio een aantal bevoegdheden die normaal slechts een burgemeester heeft. De wet regelt ook de bekostiging van de taken van de veiligheidsregio.
- Het college van burgemeester en wethouders is belast met de organisatie van de brandweerzorg, de rampenbestrijding en crisisbeheersing en de geneeskundige hulpverlening.
- De burgemeester heeft het gezag bij brand en ongevallen voor zover de brandweer daarbij een taak heeft. De burgemeester is bevoegd om noodbevelen te geven. De burgemeester heeft het opperbevel over alle hulpverleners die bij de ramp betrokken zijn.
- De burgemeester is verantwoordelijk voor de communicatie en informatievoorziening.
- De commissaris van de Koning kan de voorzitter van de veiligheidsregio (bindende) aanwijzingen geven over het inzake de rampenbestrijding of crisisbeheersing te voeren beleid.
- De voorzitter van een veiligheidsregio kan de Minister van Binnenlandse Zaken en Koninkrijksrelaties om bijstand vragen, die op zijn beurt andere veiligheidsregio's of de Minister van Defensie om bijstand kan vragen. Eveneens kan dit verzoek, onder bepaalde voorwaarden, door de voorzitter gedaan worden aan de voorzitter van een naastgelegen veiligheidsregio.
- De burgemeester, de voorzitter van de veiligheidsregio, de commissaris van de Koning, de brandweercommandant en het door hem aangewezen ter plaatse dienstdoende personeel van de brandweer, de directeur GHOR en het door hem aangewezen ter plaatse dienstdoende personeel van de GHOR hebben de bevoegdheid om elke plaats te betreden, voor zover dat redelijkerwijs voor de vervulling van hun taak nodig is, indien nodig ondersteund door de politie.
- De brandweer wordt door de veiligheidsregio geregeld (regionale brandweer).
- De Veiligheidsregio moet over een gemeenschappelijke meldkamer beschikken.